# Bundesstraße 113
Pour les articles homonymes, voir Route 113.
La Bundesstraße 113 (abrégé en B 113) est une Bundesstraße reliant Ramin à Mescherin.

## Localités traversées
- Linken
- Grambow
- Krackow
- Mescherin